# Освалдо Жерико
Освалдо де Карвальо (порт.-браз. Osvaldo de Carvalho; 1 мая 1914, по другим данным 1 марта 1918, Рио-де-Жанейро — неизвестно), более известный под именем Освалдо Жерико (порт.-браз. Osvaldo (Oswaldo) Gerico) — бразильский футболист, защитник.

## Карьера
Освалдо Жерико начал карьеру в клубе «Сан-Кристован» в 1936 году. Через три года он перешёл во «Фламенго», где дебютировал 17 марта в матче с «Васко да Гамой». В том же году Освалдо вместе с клубом победил чемпионат штата. Всего за клуб защитник провёл 50 матчей, голов не забивал. В начале 1941 года Освалдо перешёл в «Васко да Гаму». В первом сезоне он боролся за место в основном составе с Жау, вытеснив его из состава. В 1943 году в клуб перешёл Рамон Рафанельи, который заменил Освалдо в стартовом составе «Васко». Из «Васко» Карвальо перешёл в клуб «Палмейрас». 23 мая он дебютировал в основе команды в матче с «Сан-Паулу» (2:0). На следующий год он выиграл с командой чемпионат штата Сан-Паулу. За этот клуб футболист играл до 1947 года, проведя 88 матчей.

## Статистика

### Клубная
| Сезон | Клуб      | Лига          | Чемпионат | Чемпионат | Рио-Сан-Паулу | Рио-Сан-Паулу | Прочие | Прочие |
| Сезон | Клуб      | Лига          | Игры      | Голы      | Игры          | Голы          | Игры   | Голы   |
| ----- | --------- | ------------- | --------- | --------- | ------------- | ------------- | ------ | ------ |
| 1939  | Фламенго  | Лига Кариока  | 11        | 0         | —             | —             | 3      | 0      |
| 1940  | Фламенго  | Лига Кариока  | 13        | 0         | 7             | 0             | —      | —      |
| 1941  | Фламенго  | Лига Кариока  | —         | —         | —             | —             | 1      | 0      |
| 1943  | Палмейрас | Лига Паулиста | 12        | 0         | —             | —             | 2      | 0      |
| 1944  | Палмейрас | Лига Паулиста | 17        | 0         | —             | —             | 4      | 0      |
| 1945  | Палмейрас | Лига Паулиста | 4         | 0         | —             | —             | 2      | 0      |
| 1946  | Палмейрас | Лига Паулиста | 14        | 0         | —             | —             | 5      | 0      |
| 1947  | Палмейрас | Лига Паулиста | 0         | 0         | —             | —             | 2      | 0      |

В графу «Прочие турниры» входит Турнир Начала чемпионата Рио-де-Жанейро, Турнир Рилампагу, Кубок города Сан-Паулу, Турнир Начала чемпионата Сан-Паулу, Кубок Белу-Оризонти, Трофей Риу-Гранди-ду-Сул, Кубок Атлантики.

### Международная
| Матчи Освалдо Жерико за сборную Бразилии | Матчи Освалдо Жерико за сборную Бразилии | Матчи Освалдо Жерико за сборную Бразилии | Матчи Освалдо Жерико за сборную Бразилии | Матчи Освалдо Жерико за сборную Бразилии | Матчи Освалдо Жерико за сборную Бразилии | Матчи Освалдо Жерико за сборную Бразилии |
| ---------------------------------------- | ---------------------------------------- | ---------------------------------------- | ---------------------------------------- | ---------------------------------------- | ---------------------------------------- | ---------------------------------------- |
| №                                        | Дата                                     | Место проведения                         | Оппонент                                 | Счёт                                     | Голы                                     | Турнир                                   |
| 1                                        | 14 января 1942                           | Монтевидео                               | Чили                                     | 6:1                                      | —                                        | Чемпионат Южной Америки                  |
| 2                                        | 17 января 1942                           | Монтевидео                               | Аргентина                                | 1:2                                      | —                                        | Чемпионат Южной Америки                  |
| 3                                        | 21 января 1942                           | Монтевидео                               | Перу                                     | 2:1                                      | —                                        | Чемпионат Южной Америки                  |
| 4                                        | 24 января 1942                           | Монтевидео                               | Уругвай                                  | 0:1                                      | —                                        | Чемпионат Южной Америки                  |
| 5                                        | 31 января 1942                           | Монтевидео                               | Парагвай                                 | 1:1                                      | —                                        | Чемпионат Южной Америки                  |

## Достижения
- Чемпион штата Рио-де-Жанейро: 1939
- Чемпион штата Сан-Паулу: 1944